# Quando Nietzsche Chorou
Quando Nietzsche Chorou é o primeiro romance do psicoterapeuta e professor Irvin D. Yalom que mescla elementos reais com a ficção.
Obra que traça paralelo entre ficção e realidade e apresenta personagens históricos como Josef Breuer, influenciador do futuro pai da psicanálise: Sigmund Freud, e o filósofo Friedrich Nietzsche.